# Équipe de Belgique de rink hockey
L'équipe de Belgique de rink hockey est la sélection nationale qui représente la Belgique en rink hockey. Après avoir participé à plusieurs compétitions internationales (championnat 'Europe et Championnat du Monde B) avant les années 2000, la sélection belge disparaît des compétitions majeures jusqu'à son retour pour le Championnat d'Europe de rink hockey masculin 2018 et le Championnat du monde de rink hockey 2019 (division Challenger).
La Belgique est classée 36e nation mondiale au 14/07/2019.

## Équipe actuelle
Effectif pour le championnat du monde 2019
| Nom                         | Poste           | Club                     |
| --------------------------- | --------------- | ------------------------ |
| Mertens Damy                | Gardien         |                          |
| Leemans Jolan               | Gardien         |                          |
| Claesen Joël                | Joueur de champ |                          |
| Brandão Ramos Rilhas Nuno   | Joueur de champ |                          |
| De Aguirre Fondevila Lander | Joueur de champ |                          |
| Mertens Joeri (C)           | Joueur de champ |                          |
| Machiels Liam               | Joueur de champ |                          |
| Claesen Axel                | Joueur de champ |                          |
| Brandão Rilhas Alexandre    | Joueur de champ |                          |
| Delhaye Lucas               | Joueur de champ | SCRA Saint Omer (France) |

Entraîneur :